# جوليا هارت
جُولْيَا رُوزْ هَارْتْ (بِالْإِنْجِلِيزِيَّةِ : Julia Rose Hart) هِيَ مُصَارَعَةٌ مُحْتَرِفَةٌ أَمْرِيكِيَّةٌ وَ مُشَجِّعَةً سَابِقَةً. (مِنْ مَوَالِيدَ 8 نُوفَمْبِرَ 2001) وَ اِشْتَهَرَتْ جُولْيَا هَارْتْ بِكَوْنِهَا مُوَقَّعَةٌ حَالِيًّا مَعَ اِتِّحَادِ أُوَّلْ إِيلِيتْ رِيسْلِينْغْ (إِيهْ إِي دَبْلِيُو) حَيْثُ هِيَ عُضْوَةٌ فِي فَرِيقِ The House of Black.

## مِهْنَة اَلْمُصَارَعَةِ اَلْمُحْتَرِفَةِ
بَدَأَتْ جُولْيَا هَارْتْ اَلتَّدْرِيبِ فِي أَكَادِيمِيَّةٍ SOPW مَعَ اَلْمُصَارِعُ كِينْ أَنْدِرْسُونْ. وَ فِي 22 نُوفَمْبِر 2019، خَاضَتْ جُولْيَا هَارْتْ أَوَّلَ مُبَارَاةِ مُصَارَعَةٍ لَهَا ضِدَّ أَلْيَنَا كَايِلْ Alyna Kyle، وَ قَدْ فَازَتْ بِهَا هَارْتْ وَذَلِكَ فِي عَرْضِ MAW Business Is Business.  ثُمَّ تَدَرَّبَتْ هَارْتْ مَرَّةً أُخْرَى مَعَ ' نَايِتْ مِيرْ فَاكْتُورِي '، وَ فِي 28 مَارَسَ 2021 (فِي اَلْعَرْضِ اَلثَّانِي لَهَا لِلْأَكَادِيمِيَّةِ اَلَّذِي كَانَ تَحْتَ اِسْمِ Nightmare Factory Showcase # 2)، شَارَكَتْ جُولْيَا هَارْتْ فِي مُبَارَاةِ فِرَقٍ، كَشَرِيكَةٍ مَعَ سِبِنْسَرْ كِيتَزْ لِمُوَاجَهَةِ هَيِّنًا هِيرَا Hyena Hera وَ كَارمَا دَيَّانْ بَيْنَمَا خَسِرَتْ اَلْاِثْنَتَانِ اَلْمُبَارَاةُ. 
مُنْذُ مَايُو مِنْ عَامِ 2021، بَدَأَتْ جُولْيَا هَارْتْ اَلْعَمَلِ مَعَ اِتِّحَادِ أُوَّلْ إِيلِيتْ رِيسْلِينْغْ، وَ ظَهَرَتْ فِي عُرُوضِ إِيهْ إِي دَبْلِيُو دَاركْ وَ إِيهْ إِي دَبْلِيُو دَاينَامِيتْ كَجُوبَرْ. لَقَدْ اِنْضَمَّتْ إِلَى فَرِيقِ Varsity Blonds (بِرَيَّانْ بِيلمَانْ جُونْيُورْ. وَ جْرِيفْ جَارِيسُونْ Griff Garrison) لِعِدَّةِ أَشْهُرٍ وَكَانَتْ فِي اَلصَّفِّ اَلْأَوَّلِ فِي اَلْحَلْبَةِ فِي كُلِّ مُبَارَاةٍ لَهُمْ خِلَالَ تِلْكَ اَلْفَتْرَةِ.  فِي حَلْقَةِ إِيهْ إِي دَبْلِيُو دَاركْ بِتَارِيخِ 25 مَايُو 2021، حَقَّقَتْ جُولْيَا هَارْتْ أَوَّلَ فَوْزِ لَهَا فِي عَرْضِ إِيهْ إِي دَبْلِيُو دَاركْ عِنْدَمَا تَمَكَّنَتْ مِنْ تَثْبِيتِ تِيشَا بِيرْسْ Tesha Price.  فِي حَلْقَةِ إِيهْ إِي دَبْلِيُو دَاركْ بِتَارِيخِ 4 سِبْتَمْبِرَ مِنْ عَامِ 2021، أُصِيبَتْ جُولْيَا هَارْتْ فِي سَاقِهَا، مِمَّا جَعَلَهَا غَيْرَ قَادِرَةٍ عَلَى اَلْمُنَافَسَةِ فِي مُبَارَاةِ اَلْكَازِينُو بَاتِلْ رُويَالْ اَلَّتِي أُقِيمَتْ فِي عَرْضِ أٌوَّلِْ أُوتْ 2021.  عَادَتْ جُولْيَا هَارْتْ إِلَى اَلْحَلَبَاتِ فِي حَلْقَةِ إِيهْ إِي دَبْلِيُو دَاركْ بِتَارِيخِ 28 سِبْتَمْبِر 2021 (وَاَلَّتِي تَمَّ تَسْجِيلُهَا فِي اَلْأَصْلِ فِي 11 سِبْتَمْبِرَ 2021)، حَيْثُ وَاجَهَتْ رِيكَا تِيهَاكَا Reka Tehaka وَتَمَكَّنَتْ مِنْ اَلْفَوْزِ عَلَيْهَا بِالتَّثْبِيتِ.  فِي عَرْضِ إِيهْ إِي دَبْلِيُو رَامْبِيجْ اَلنُّسْخَةِ اَلْخَاصَّةِ بِاسْمِ بِيتْشْ بِرَيِّكْ وَاَلَّتِي أُقِيمَتْ بِتَارِيخِ 28 يَنَايِر 2022، وَاجَهَتْ جُولْيَا هَارْتْ اَلْمُصَارَعَةِ جَايِدْ كَارْجِيلْ فِي نِزَالٍ عَلَى بُطُولَةِ إِيهْ أَيَّ دَبْلِيُو تِي بِي إِسْ وَاَلَّتِي خَسِرَهَا هَارْتْ وَاسْتَمَرَّتْ سِلْسِلَةُ اِنْتِصَارَاتِ كَارْجِيلْ.  فِي عَرْضِ إِيهْ إِي دَبْلِيُو دَاينَامِيتْ بِتَارِيخِ 6 أَبْرِيلَ 2022، شَارَكَتْ جُولْيَا هَارْتْ فِي دَوْرِيِّ بُطُولَةِ كَأْسِ أُويِنْ هَارْتْ حَيْثُ خَسِرَتْ أَمَام هِيكَارُو شَيَّدَا فِي اَلْجَوْلَةِ اَلتَّأْهِيلِيَّةِ. فِي 29 مَايُو 2022 فِي عَرْضِ دَابِلْ أُورْ نَاثِينَجْ 2022، اِنْضَمَّتْ جُولْيَا هَارْتْ إِلَى فَرِيقِ The House of Black، حَيْثُ تَحَوَّلَتْ لَـهِيلْ فِي هَذِهِ اَلْعَمَلِيَّةِ. 

## حَيَاتُهَا اَلشَّخْصِيَّةُ
جُولْيَا هَارْتْ حَالِيًّا مَخْطُوبَةً لِزَمِيلِهَا اَلْمُصَارِعَ فِي اِتِّحَادِ AEW لِي جُونْسُونْ. 
جُولْيَا هَارْتْ لَيْسَ لَهَا أَيُّ عَلَاقَةٍ بِعَائِلَةِ هَارْتْ اَلْكَنَدِيَّةَ اَلْعَرِيقَةِ فِي اَلْمُصَارَعَةِ

## اَلْبُطُولَات وَالْإِنْجَازَاتِ

### اَلتَّشْجِيعُ
- بُطُولَة اَلتَّشْجِيعِ اَلْوَطَنِيَّةِ (مَرَّتَيْنِ) [14]

## اَلْمَرَاجِعُ
1. ↑  "Julia Hart wrestling profile". Cagematch. مؤرشف من الأصل في 2021-08-07. اطلع عليه بتاريخ 2021-08-07.
2. ↑  "MAW Business is Business Results". Cagematch. مؤرشف من الأصل في 2021-08-07. اطلع عليه بتاريخ 2021-08-07.
3. ↑  "Nightmare Factory Student Showcase 2 Results". Fightful. مؤرشف من الأصل في 2021-06-16. اطلع عليه بتاريخ 2021-06-15.
4. ↑  "AEW Dark Results: May 4 2021". Wrestling Observer. 4 مايو 2021. مؤرشف من الأصل في 2021-06-24. اطلع عليه بتاريخ 2021-06-15.
5. ↑  "AEW Dynamite: Blood & Guts Results". All Elite Wrestling. 6 مايو 2021. مؤرشف من الأصل في 2021-06-21. اطلع عليه بتاريخ 2021-06-15.
6. ↑  "AEW Dark results: May 11 2021". Wrestling Observer. 11 مايو 2021. مؤرشف من الأصل في 2021-05-12. اطلع عليه بتاريخ 2021-06-15.
7. ↑  "AEW Dark Results: May 25 2021". Wrestling Observer. 25 مايو 2021. مؤرشف من الأصل في 2021-06-16. اطلع عليه بتاريخ 2021-06-15.
8. ↑  "Julia Hart not clear to compete in Casino Battle Royale at All out". Fightful. مؤرشف من الأصل في 2021-09-06. اطلع عليه بتاريخ 2021-09-06.
9. ↑  "AEW Dark Results: September 28 2021". Wrestling Observer. مؤرشف من الأصل في 2021-09-30. اطلع عليه بتاريخ 2021-09-30.
10. ↑  "AEW Rampage Beack Break January 28 2022 Results". allelitewrestling. 29 يناير 2022. مؤرشف من الأصل في 2022-01-29. اطلع عليه بتاريخ 2022-01-29.
11. ↑  "AEW Dynamite Results April 6 2022". allelitewrestling. 7 أبريل 2022. مؤرشف من الأصل في 2022-04-07. اطلع عليه بتاريخ 2022-04-07.
12. ↑  "AEW Double or Nothing 2022 Results". alleitewrestling. 30 مايو 2022. مؤرشف من الأصل في 2022-05-30. اطلع عليه بتاريخ 2022-05-30.
13. ↑  "5 real-life love stories in AEW you probably didn't know". مؤرشف من الأصل في 2022-02-14. اطلع عليه بتاريخ 2022-02-14.
14. ↑  "2-time National Cheerleading Champion Julia Hart goes one on one with Penelope Ford". All Elite Wrestling Twitter. مؤرشف من الأصل في 2021-06-18. اطلع عليه بتاريخ 2021-06-18.

## اَلرَّوَابِط اَلْخَارِجِيَّةِ
- Julia Hart's profile at Cagematch.net, Wrestlingdata.com, Internet Wrestling Database
- TheJuliaHartعلى تويتر.